# Хабих, Маттиас
Ма́ттиас Ха́бих (нем. Matthias Habich; род. 12 января 1940, Данциг, рейхсгау Данциг-Западная Пруссия, Третий рейх) — немецкий актёр театра и кино. Лауреат многочисленных наград в области кино и телевидения. Кавалер ордена «За заслуги перед Федеративной Республикой Германия» (2009).

## Биография
Родился в Данциге (современный Гданьск) 12 января 1940 года. Вырос в районе Гарбург в Гамбурге. Окончив среднюю школу и гимназию имени Александра Гумбольдта, поступил в Гамбургскую высшую школу музыки и театра. В 1966 году, в течение семестра учился в Парижской консерватории. Обучался актерскому мастерству у Ли Страсберга в США. По возвращении в Германию, служил в театрах Кура, Баден-Бадена, Базеля, Вупперталя, Цюриха и Мюнхена.
Первый большой успех к Хабиху пришёл в 1973 году, когда он исполнил главную роль в телесериале «Странная история жизни Фридриха Фрайхерра фон дер Тренка» режиссёра Фрица Умгельтера. Затем актёр снялся ещё в двух сериалах того же режиссёра — «Непроизвольные путешествия Морица Августа Бенёвского» и «Кристоффель фон Гриммельсгаузен, авантюрный Симплициссимус» (оба вышли в эфир в 1975 году). После этого он стал известен широкой телевизионной аудитории в Германии. Дебют Хабиха в кино состоялся в 1976 году в роли хладнокровного офицера в фильме «Выстрел из милосердия».
В 1999 году актёр сыграл главную роль в сериале «Клемперер. Жизнь в Германии», с которой, наконец, вошёл в состав первой лиги немецких характерных актеров. В 2001 году он получил премию Немецкой киноакадемии за работу в картине режиссёра Каролин Линк «Нигде в Африке». В 2009 году Хабих снялся в фильмах «Чтец» и «Перемирие». За роль в телевизионном фильме «Пол жизни» Хабих был удостоен премии Гримме. Снявшись двух художественных картинах в 2010 году, в следующие годы актёр был занят исключительно в телевизионных постановках. В 2012 году он сыграл одну из главных ролей в триллере «Няня». В 2015 году Хабих вернулся на большой экран, исполнив роль вдовца в картине «Затерянный мир» режиссёра Маргарет фон Тротта. Всего за свою карьеру Хабих снялся в около 100 фильмах и телевизионных постановках. В настоящее время он попеременно проживает в Париже, Цюрихе и Локарно.

## Фильмография
| Год  | Фильм | Режиссёр           | Персонаж                      |
| ---- | --- | ------------------ | ----------------------------- |
| 1965 | «Ундина» (нем. Undine) | Петер Бове         |                               |
| 1965 | «Форелленхоф» (нем. Der Forellenhof) | Вольфганг Шляйф    | Георг Венглер                 |
| 1968 | «Белбезирская конвенция» (нем. Die Konvention Belzebir)                                                                                   | Курт Фрюх          | Балембрун                     |
| 1972 | «Пианино» (нем. Das Klavier) | Фриц Умгельтер     | Артур Рёдлих                  |
| 1973 | «Странная история жизни Фридриха Фрайхерра фон дер Тренка» (нем. Die merkwürdige Lebensgeschichte des Friedrich Freiherrn von der Trenck) | Фриц Умгельтер     | Фридрих фон дер Тренк         |
| 1973 | «3 ноября 1973» (нем. 3. November 1973)                                                                                                   | Герберт Фукс       | киллер                        |
| 1973 | «Летние приключения» (нем. Abenteuer eines Sommers)                                                                                       | Гельмут Пфандлер   | Михелиш                       |
| 1974 | «В суде истины» (нем. Im Vorhof der Wahrheit)                                                                                             | Фриц Умгельтер     | Мирослав во взрослом возрасте |
| 1974 | «Любопытный, как в ребёнок» (нем. Neugierig wie ein Kind)                                                                                 | Освальд Дёпке      |                               |
| 1974 | «Опасность полёта» (нем. Fluchtgefahr) | Маркус Имхоф       | Винарски                      |
| 1974 | «Потерянный голландец» (итал. L'olandese scomparso)                                                                                       | Альберто Негрин    | профессор Эрик Ванзе          |
| 1974 | «Молодой Гарибальди» (итал. Il giovane Garibaldi)                                                                                         | Франко Росси       |                               |
| 1975 | «Непроизвольные путешествия Морица Августа Бенёвского» (нем. Die unfreiwilligen Reisen des Moritz August Benjowski)                       | Фриц Умгельтер     |                               |
| 1975 | «Кристоффель фон Гриммельсгаузен, авантюрный Симплициссимус» (нем. Des Christoffel von Grimmelshausen abenteuerlicher Simplizissimus)     | Фриц Умгельтер     | Симплекс                      |
| 1975 | «Прототип» (нем. Der Prototyp) | Вольф Д. Штайн     |                               |
| 1976 | «Государственный переворот» (нем. Der Fangschuß)                                                                                          | Фолькер Шлёндорф   | Эрих фон Ломонд               |
| 1977 | «Девичья война» (нем. Der Mädchenkrieg)                                                                                                   | Бернхард Зинкель   | Ян Эмери                      |
| 1978 | «Урсула» (нем. Ursula) | Эгон Гюнтер        | Цвингли                       |
| 1980 | «Чистые сердца» (нем. Die Reinheit des Herzens)                                                                                           | Роберт ван Аккерен |                               |
| 2020 | «Лесси. Возвращение домой» (нем. Lassie – Eine abenteuerliche Reise)                                                                      | Ханно Ольдердиссен | Граф фон Шпренгель            |